# (441987) 2010 NY65
2010 NY65 — астероїд з групи Атонів, перетинає орбіту Землі. За першим посиланням на сайт JPL NASA номер ще не присвоєний, за другим посиланням — має номер 441987. Власного імені не має. Найближче зближення із Землею 24 червня 2017 року 0:37 UTC, відстань 3,036 млн км., Швидкість 45648 км / год, видима зоряна величина +17.
Цей астероїд щорічно зближується із Землею в 2015—2022 роках. Є хорошим кандидатом для вимірювання ефекту Ярковського за допомогою радарних спостережень під час регулярних зближень протягом декількох років. За результатами цих вимірів буде точно визначена його маса.
Очікуваний діаметр 230 м і альбедо 7 %. Зміни яскравості для визначення періоду обертання телескопом WISE не фіксувалися, але за даними радара Аресібо період обертання 6.4 години.

### Зближення
| дата       | а. о.  | відстань до Місяця |
| ---------- | ------ | ------------------ |
| 2015/06/25 | 0,044  | 17,1               |
| 2016/06/24 | 0,0275 | 10,7               |
| 2017/06/24 | 0,0208 | 8,1                |
| 2018/06/24 | 0,0187 | 7,3                |
| 2019/06/24 | 0,0196 | 7,6                |
| 2020/06/24 | 0,0251 | 9,8                |
| 2021/06/25 | 0,0399 | 15,5               |
| 2022/06/26 | 0,0629 | 24,5               |